# Pnigomenus
Pnigomenus is een kevergeslacht uit de familie van de boktorren (Cerambycidae). De wetenschappelijke naam van het geslacht werd voor het eerst geldig gepubliceerd in 1951 door Bosq.

## Soorten
Pnigomenus is monotypisch en omvat slechts de volgende soort:
- Pnigomenus kuscheli Bosq, 1951